# Дискография Габриэль Аплин
Дискография британской певицы и автора-исполнителя Габриэль Аплин насчитывает три студийных альбома, четыре мини-альбома, три концертных альбома и тринадцать синглов. 13 сентября 2010 года Аплин на лейбле Never Fade Recordsruen выпустила пятитрековый альбом Acoustic EP. Он достиг 25 места в the UK iTunes album chart. Второй мини-альбом Аплин Never Fade, был выпущен 9 мая 2011 года. Композиции в нём записаны преимущественно в жанре фолк-рок, для их записи она играла на всех инструментах самостоятельно. В апреле 2011 года Аплин была приглашена выступать для BBC Introducing в Maida Vale Studios, где исполнила три трека из своего дебютного альбома Never Fade, а также кавер-версию песни «Fix You» группы Coldplay. Третий мини-альбом Аплин, получивший название Home, был выпущен 9 января 2012 года в сотрудничестве с Never Fade Records. 29 февраля 2012 года Аплин подписала контракт с Parlophone Records. В конце 2012 года Аплин участвовала в записи саундтрека для рождественской рекламы сети универмагов «Джони Льюис»; саундтреком стала кавер-версия песни The Power of Love группы Frankie Goes to Hollywood.. Песня достигла первого места в UK Singles Chart. 12 декабря 2012 года Аплин анонсировала название своего дебютного альбома — English Rain. Позднее была назначена дата релиза альбома — 13 мая 2013 года. Также тогда была представлена и обложка альбома. В прямом эфире радиостанции Radio 1 Chart Show Аплин объявила о переносе даты своего релиза на 13 мая 2013 года и объявила, что её третьим синглом станет песня «Panic Cord». Данная песня изначально была включена в мини-альбом Never Fade и была выпущена в виде сингла 5 мая 2013 года, заняв 19 место в UK Singles Chart. Альбом English Rain занял второе место в UK Albums Chart и Scottish Albums Chart и сумел также достичь первого места в Irish Albums Chart. В 2014 году Аплин в США выпустила мини-альбом English Rain EP. Он вышел 6 мая и включал в себя пять песен из дебютного полноформатного альбома и кавер-версию на песню канадской певицы Джони Митчел — «A Case of You». В 2015 году Аплин выпустила свой второй студийный альбом Light Up the Dark. Альбому удалось достичь 14 места в UK Albums Chart.

## Альбомы

### Студийные альбомы
| English Rain                                                 | - Выпущен: 13 мая 2013 - Лейбл: Parlophone Records - Формат: CD, LP, Цифровое скачивание  | 2  | 10 | 55  | 11 | 39 | 33 | 2  | - BPI: Золотой - ARIA: Золотой |
| Light Up the Dark                                            | - Выпущен: 18 сентября 2015 - Лейбл: Parlophone Records - Формат: CD, цифровое скачивание | 14 | 38 | 166 | 41 | —  | —  | —  |                                |
| Dear Happy                                                   | - Выпущен: 17 января 2020 - Лейбл: Never Fade, AWAL - Формат: CD, LP, цифровое скачивание | 24 | —  | —   | —  | —  | —  | 15 |                                |
| «—» означает, что релиз не попал в чарты или не был выпущен. |                                                                                           |    |    |     |    |    |    |    |                                |

### Мини-альбомы
| Название                  | История релиза |
| ------------------------- | --- |
| Acoustic                  | - Выпущен: 13 сентября 2010 - Лейбл: Never Fade - Формат: Цифровое скачивание, ограниченные CD-копии               |
| Never Fade                | - Выпущен: 9 May 2011 - Лейбл: Never Fade - Формат: Цифровое скачивание, ограниченные CD-копии                     |
| Home                      | - Выпущен: 9 января 2012 - Лейбл: Never Fade - Формат: Цифровое скачивание, ограниченные CD-копии                  |
| English Rain              | - Выпущен: 6 мая 2014 (США) - Лейбл: Never Fade, Warner Bros. - Формат: Цифровое скачивание, ограниченные CD-копии |
| Miss You                  | - Выпущен: 16 декабря 2016 - Лейбл: Never Fade - Формат: Цифровое скачивание, ограниченные CD и LP-копии           |
| Avalon                    | - Выпущен: 6 октября 2017 - Лейбл: Never Fade - Формат: Цифровое скачивание, ограниченные CD-копии                 |
| December (с Ханной Грейс) | - Выпущен: 4 декабря 2018 - Лейбл: Never Fade - Формат: Цифровое скачивание                                        |

### Концертные альбомы
| Название                              | История релиза                                                               |
| ------------------------------------- | ---------------------------------------------------------------------------- |
| Gabrielle Aplin: iTunes Festival 2012 | - Выпущен: Октябрь 2012 - Лейбл: Parlophone - Формат: Цифровая дистрибуция   |
| Gabrielle Aplin: Live at Koko         | - Выпущен: 1 мая 2013 - Лейбл: Parlophone - Формат: Цифровая дистрибуция     |
| Gabrielle Aplin: iTunes Festival 2013 | - Выпущен: 9 октября 2013 - Лейбл: Parlophone - Формат: Цифровая дистрибуция |

## Синглы

### В качестве ведущего исполнителя
| «The Power of Love»                                          | 2012 | 1   | 5  | 75 | 44 | 20 | —  | 3  | - BPI: Платиновый - ARIA: Платиновый | English Rain      |
| «Please Don’t Say You Love Me»                               | 2013 | 6   | 3  | —  | 48 | 27 | —  | 5  | - BPI: Серебряный - ARIA: Платиновый | English Rain      |
| «Panic Cord»                                                 | 2013 | 19  | —  | —  | 60 | 77 | —  | 19 |                                      | English Rain      |
| «Home»                                                       | 2013 | 48  | —  | —  | —  | —  | —  | —  |                                      | English Rain      |
| «Salvation»                                                  | 2014 | 122 | 60 | —  | —  | —  | —  | —  |                                      | English Rain      |
| «Light Up the Dark»                                          | 2015 | —   | —  | —  | —  | —  | —  | —  |                                      | Light Up the Dark |
| «Sweet Nothing»                                              | 2015 | 178 | —  | —  | —  | —  | —  | 63 |                                      | Light Up the Dark |
| «Miss You»                                                   | 2016 | —   | —  | —  | —  | —  | —  | 47 |                                      | Miss You          |
| «Waking Up Slow»                                             | 2017 | —   | —  | —  | —  | —  | —  | 51 |                                      | Avalon            |
| «My Mistake»                                                 | 2018 | —   | —  | —  | —  | —  | —  | —  |                                      | Dear Happy        |
| «Nothing Really Matters»                                     | 2019 | —   | —  | —  | —  | —  | —  | —  |                                      | Dear Happy        |
| «Losing Me» (с JP Cooper)                                    | 2019 | —   | —  | —  | —  | —  | 31 | —  |                                      | Dear Happy        |
| «Miss You 2» (с Ниной Несбитт)                               | 2020 | —   | —  | —  | —  | —  | 30 | —  |                                      | Неальбомный сингл |
| «—» означает, что сингл не попал в чарты или не был выпущен. |      |     |    |    |    |    |    |    |                                      |                   |

### В качестве приглашённого исполнителя
| Название                                                 | Год  | Альбом             |
| -------------------------------------------------------- | ---- | ------------------ |
| «That Girl» (Salute при участии Габриэль Аплин)          | 2017 | Неальбомные синглы |
| «Dream Enough» (Джордж Квали при участии Габриэль Аплин) | 2018 | Неальбомные синглы |

## Прочие появления
| Название              | год  | Исполнитель                     | Альбом                          |
| --------------------- | ---- | ------------------------------- | ------------------------------- |
| «Dreams»              | 2012 | Bastille                        | Other People’s Heartache Pt. II |
| «Droplets»            | 2013 | Льюис Уотсон                    | Some Songs with Some Friends    |
| «Feet on the Ground»  | 2016 | Fono                            | Kinetic EP                      |
| «Dancing in the Dark» | 2019 | Тревор Хорн, The Sarm Orchestra | Reimagines the Eighties         |

## Видеоклипы
| Название                       | Год  | Источники |
| ------------------------------ | ---- | --------- |
| «The Power of Love»            | 2012 | [ 27 ]    |
| «Please Don’t Say You Love Me» | 2012 | [ 28 ]    |
| «Panic Cord»                   | 2013 | [ 29 ]    |
| «Home»                         | 2013 | [ 30 ]    |
| «Salvation»                    | 2013 | [ 31 ]    |
| «Light Up the Dark»            | 2015 | [ 32 ]    |
| «Sweet Nothing»                | 2015 | [ 33 ]    |
| «Miss You»                     | 2016 | [ 34 ]    |
| «Waking Up Slow»               | 2017 | [ 35 ]    |
| «My Mistake»                   | 2018 | [ 36 ]    |
| «Nothing Really Matters»       | 2019 | [ 37 ]    |
| «Losing Me»                    | 2019 | [ 38 ]    |
| «Like You Say You Do»          | 2019 | [ 39 ]    |